# Federico Finchelstein
Federico Finchelstein (Buenos Aires, 1975) es un historiador y profesor universitario argentino.

## Biografía
Estudió en la Universidad de Buenos Aires, donde se graduó en Historia, y se doctoró en la Universidad Cornell.Es profesor en la New School for Social Research y en Eugene Lang College, ambas en Nueva York.

## Obras
- La Argentina fascista. Los orígenes ideológicos de la dictadura (2008).[5]
- Transatlantic fascism: ideology, violence and the sacred in Argentina and Italy (1919-1945) (2010).[6]
- The ideological origins of the Dirty War: fascism, populism, and dictatorship in twentieth-century Argentina (2014).[7]
- El mito del fascismo: de Freud a Borges (2015).[8][9]
- From fascism to populism in history (2017).[10]
- A brief history of fascist lies (2020).[11]